# Baćoglava
Baćoglava (cyr. Баћоглава) – wieś w Serbii, w okręgu toplickim, w gminie Kuršumlija. W 2011 roku liczyła 226 mieszkańców.